# Аркадјуш Милик
Аркадјуш Кристјан Милик (пољ. Arkadiusz Krystian Milik; 28. фебруар 1994) пољски је фудбалер који тренутно наступа за Јувентус и фудбалску репрезентацију Пољске на позицији нападача.
Каријеру је почео у младом тиму Развој Катовице, а 2011. потписао је уговор са клубом Горњик Забже. Године 2012. прешао је у Бајер Леверкузен, одакле је слат на позајмице у Аугзбург и Ајакс. Након истека позајмице, потписао је иговор са Ајаксом за 2,8 милиона евра. У Ајаксу је провео једну сезону, након чега је 2016. године прешао у Наполи.
За репрезентацију Пољске до 17 године дебитовао је у априлу 2011, након чега је наступао за селекције до 19 и 21 годину. За сениорску репрезентацију дебитовао је у октобру 2012, на утакмици против Јужноафричке Републике.

## Дјетињство и јуниорска каријера
Миликов отац га је напустио кад је био мали, а са шест година је пушио цигарете и крао ситне ствари из продавница, као што су чоколадице. Славомир "Моки" Могилан је препознао фудбалски таленат који Милик посједује и од шесте године му је помагао да развије своје вјештине. Милик је касније изјавио да га је Могилан тада спасио. Са 16 година заиграо је за Развој Полковице, у трећој лиги; након што је сезону 2009/10 провео међу резервама, у сезони 2010/11 прикључен је првом тиму. За први тим дебитовао је 23. октобра 2010, са 16 година; Катовице су побиједиле 4:0 Красјелов, Милик је постигао два гола. У новембру је отишао на пробу у Горњик Забже, гдје је за млади тим играо утакмицу против Короне Кјелце и постигао један гол. Након утакмице, тренер Горњика Адам Навалка, предложио му је да тренира са првим тимом. Убрзо су се за њега заинтересовали Тотенхем и Рединг, који су га позвали на пробу. Легија Варшава је била заинтересована да га доведе у тим, послали су добру понуду, али Милика није занимао новац, већ прилика да оде у клуб у коме ће одмах заиграти за први тим. Заједно са Војћехом Кролом отишао је у Енглеску, гдје је био на проби у Рединг. Играо је утакмицу против Тотенхема, која је завршена 2:2; Милик је постигао гол. Након Рединга, два дана је тренирао са тимом Тотенхема до 18 година, али је одлучио да се фокусира на наставак каријере у Пољској. За њега су се поред Легије и Горњика заинтересовали ГСК Катовице и Рух Хожов.

## Клупска каријера

### Горњик Забже
На дан 1. јула 2011, Милик је потписао петогодишњи уговор са Горњиком Забже; један од заслужних за потпис био је његов брат, Лукаш Милик, који је руководилац младог тима Горњика. Челници Горњика дозволили су Милику да наступи за Катовице у полуфиналу јуниорског првенства у Гдињу, гдје су освојили треће мјесто.
У Екстракласи дебитовао је са 17 година, пет мјесеци и три дана, на утакмици са Сласком. Адам Навалка је дао Милику све вријеме које му је потребно да нађе форму; стрпљење се исплатило седам мјесеци касније, 1. априла, када је против Короне Кјелце постигао свој први гол (укупно два) након чега је почео да постиже голове на неколико узастопних утакмица током 2012. Првим голом постао је најмлађи стријелац у Првој лиги Пољске у сезони 2011/12 и седми најмлађи у историји Горњика, са 18 година и 33 дана. Након што је напунио 18 година, потписао је нови професионални уговор са Горњиком. Сезону 2012/13 почео је са два гола у прве двије утакмице, а затим је добио награду за најбољег играча за август 2012. На утакмици против Висле Краков постигао је 2.400 гол Горњика у Првој лиги. На истој утакмици, због грубог фаула над Михалом Шевчуком добио је црвени картон у 81 минуту и кажњен је неиграњем двије утакмице. Јесењу полусезону завршио је са седам голова, док је на листи за најбољег пољског фудбалера за 2012 годину завршио шести, са 16.571 гласом.

### Бајер Леверкузен
Дана 17. децембра 2012, прешао је у Бајер Леверкузен, са којим је потписао уговор на 5.5 година. Детаљи нису познати, али се зна да је Леверкузен платио Горњику више од 2,5 милиона евра. За нови тим, Милик је дебитовао 3. фебруара 2013, у утакмици Бундеслиге против Борусије Дортмунд; ушао је у у игру у 87 минуту умјесто Стефана Рајнарца. У европским такмичењима дебитовао је 14. фебруара 2013, на утакмици Лиге Европе против Бенфике; ушао је у игру у 70 минуту, умјесто Гонзала Кастра. Недељник Фудбал прогласио га је за откриће године.

### Аугзбург
Након само једне полусезоне, у којој је играо на само шест утакмица, Милик је послат на једногодишњу позајмицу у Аугзбург, 30. августа 2013. За Аугзбург дебитовао је 21. септембра 2013, у поразу 1:2 од Хановера; у игру је ушао у 89 минуту, умјесто Матијаса Острцолка. Први гол у дресу Аугзбурга, Милик је постигао шест дана касније, у ремију 2:2 против Борусије Менхенгладбах. Други и последњи гол у дресу Аугзбурга постигао је 9. фебруара 2014, у побједи 4:1 против Штутгарта. За Аугзбург је одиграо укупно 18 утакмица, рачунајући и двије и Купу Њемачке. Након завршетка сезоне вратио се у Леверкузен.

### Ајакс

#### 2014/15
На дан 15. маја 2014, објављено је да ће Милик прећи у Ајакс за сезону 2014/15, са опцијом откупа од 2,8 милиона евра. За Ајакс дебитовсао је 10. августа 2014, у побједи 4:1 над Витесеом. Прве голове постигаао је у побједи 2:1 над Хераклесом, постигао је оба гола. У Лиги шампиона дебитовао је 17. септембра у утакмици против Пари Сен Жермена. У оквиру друге рунде Купа Холандије, 24. септембра 2014, у побједи 9:0 против ЈОС Ватерграфсмера, Милик је постигао шест голова и уписао двије асистенције; поновивши тако учинак који је остварио Луис Суарез пет година раније. На дан 10. децембра 2014, у побједи над АПОЕЛ-ом 4:0, Милик је постигао први гол у Лиги шампиона. Прије тога је изнудио пенал, који је у гол претворио Ласе Шене, а затим је асистирао Шенеу код другог гола.
Ајакс је званично откупио Милика од Леверкузена 1. априла 2015 године, за 2,8 милиона евра; Милик је потписао уговор на четири године, узео је дрес са бројем 9.

#### 2015/16
Први гол у сезони 2015/16 постигао је у квалификацијама за Лигу шампиона, против Рапида из Беча, утакмица је завршена поразом Ајакса 3:2, што је након ремија 2:2 у првој утакмици значило испадање из Лиге шампиона и пласман у плеј оф фазу квалификација за Лигу Европе, гдје су играли са чешким Јаблонецом. У првој утакмици Ајакс је побиједио 1:0, голом Милика из пенала у 53 минуту. У Чешкој су ремизирали 0:0 и Ајакс се пласирао у Лигу Европе.
Први гол у Ередивизији у сезони 2015/16 постигао је против Виљема, у утакмици у којој је Ајакс тријумфовао 3:0. Голове је постизао још против Неца и Екселциора, док је мјесец касније наставио голгетерску серију против Роде, постигавши два гола у побједи од 6:0; голове је постизао против Камбура и Херенвена, док је постигао изједначујући гол против Селтика у Лиги Европе.
Након зимске паузе, Миликова форма је опала, није постигао гол у прве три лигашке утакмице, док је први погодак у прољећњем дијелу постигао у ремију 2:2 против Роде. Голове је постизао и против Екцелсиора, Виљема и Аз Алкмара. Сезону је завршио као најбољи стријелац Ајакса, са 24 гола у свим такмичењима и 21 голом у Ередивизији.

### Наполи
Дана 1. августа 2016, прешао је у Наполи, за око 32 милиона евра, потписао је петогодишњи уговор. Због велике љубави према хокеју на леду, коју је имао кад је био мали, Милик је узео број 99 у Наполију; број који је носио један од најбољих хокејаша свих времена — Вејн Грецки. У Серији А дебитовао је 21. августа 2016, када је ушао у игру на утакмици против Пескаре, при резултату 2:2; у игру је ушао умјесто Манола Габјадинија. Први пут у стартној постави нашао се 27. августа 2016, на стадиону Сан Паоло, против Милана. Милик је постигао два гола, у 18 и 33 минуту; утакмица је завршена побједом Наполија 4:2. То су били Миликови дебитантски голови у Серији А. На мечу против Болоње, 17. септембра 2016, ушао је у другом полувремену при резултату 1:1 и постигао два гола, у 68 и 78 минуту, за побједу Наполија 3:1. На мечу репрезентације Пољске, 8. октобра 2016, покидао је предње укрштене лигаменте лијевог кољена и морао је на дужу паузу. Након лијечења и рехабилитације, опоравио се и 12. јануара 2017 је почео да тренира са тимом. Први пут након поивреде нашао се у саставу тима са Болоњом, 4. фебруара 2017, међутим, није играо. На терен се вратио на утакмици осмине финала против Реал Мадрида, на Сантјаго Бернабеу. Први гол након повреде постигао је 23. априла 2017, против Сасуола. Укупно у сезони 2016/17 одиграо је 23 утакмице и постигао осам голова.
Нову сезону почео је 16. августа 2017, када је у утакмици плеј оф фазе квалификација за пласман у Лигу шампиона против Нице ушао у игру у 75 минуту. Први гол у другој сезони у Наполију постигао је 19. авгусрта против Хелас Вероне. У поразу од Шахтара 2:1, у Лиги шампиона, одиграо је цијели меч и постигао гол. На утакмици против Спала, поново је покидао лигаменте, али овога пута на десном кољену. На терен се вратио 3. марта 2018, када је ушао са клупе на мечу са Ромом.

## Репрезентативна каријера
Милик је 2011 дебитовао за селекцију Пољске до 17 година, након чега је наступао и за друге репрезентације Пољске (до 18, 19, 21 године). Године 2012, Валдемар Форналика га је ставио на списак за сениорски тим репрезентације Пољске. Први пут на списку се нашао 8. октобра 2012, за утакмице против Јужноафричке Републике и Енглеске. На списак је ушао умјесто Марека Сагановског, који је имао срчаних проблема. Неколико дана раније, Милик је тренирао са репрезентацијом до 19 година, за утакмицу у оквиру квалификација за Европско првенство. За репрезентацију дебитовао је 12. октобра 2012, на утакмици против Јужноафричке Републике; ушао је у 58 минуту умјесто Адријана Мјежејвског. Наступио је и у утакмици са Енглеском, у оквиру квалификација за Свјетско првенство 2014; ушао је у игру у 82 минуту, умјесто Камила Гросицког. Први гол у дресу репрезентације постигао је 14. децембра 2012, против Македоније; гол је постигао након промашеног пенала Шимона Павловског. У квалификационом мечу са Њемачком, 11. октобра 2014, у побједи Пољске 2:0, постигао је гол главом; док је три дана касније, гол постигао и у ремију са Шкотском 2:2. Гол је постигао и на следеће двије утакмице квалификација, у побједи над Грузијом 4:0 и у ремију са Швајцарском 2:2. На дан 13. јуна 2015, постигао је гол против Грузије у побједи 4:0.
Након добрих игара у квалификацијама, Милик се нашао у тиму Пољске за Европско првенство 2016. На првој утакмици, против Сјеверне Ирске, Милик је постигао гол за побједу 1:0. На утакмици са Украјином, асистирао је Јакубу Блашчиковском за побједу 1:0. На првенству је одиграо пет утакмица и постигао је један гол.

## Приватни живот
Године 2013, Милик је почео да излази са пољском манекенком — Џесиком Зјолек. Милик је био на омоту пољске верзије фудбалске игрице ФИФА 16, заједно уз Лионела Месија.
Милик је навијач Манчестер јунајтеда, изјавио је да му је сан да заигра за Јунајтед, али сматра да је далеко од тога. Фудбалски идол из дјетињства био му је Кристијано Роналдо; у интервјуу током Европског првенства 2016 изјавио је да је пратио Роналда и да је инспирисан њиме.